# Blastobasis crassifica
Blastobasis crassifica é uma espécie de mariposa do gênero Blastobasis pertencente à família Coleophoridae.